# Глухів Другий
Глу́хів Другий — село в Україні, у Радомишльській міській територіальній громаді Житомирського району Житомирської області. Чисельність населення становить 91 особу (2001). До 1952 року — хутір.

## Населення
Відповідно до результатів перепису населення СРСР, кількість населення станом на 12 січня 1989 року становила 120 осіб. Станом на 5 грудня 2001 року, відповідно до перепису населення України, кількість мешканців села становила 91 особу.

## Історія
До 1923 року — хутір Кичкирівської волості Радомисльського повіту Київської губернії. У 1923 році включений до складу новоствореної Лутівської сільської ради, яка 7 березня 1923 року увійшла до складу новоутвореного Радомишльського району Малинської округи. У 1941—43 роках — центр однойменної сільської управи. У 1952 році віднесений до категорії сіл. 30 грудня 1962 року, в складі сільської ради, передане до Малинського району, 4 січня 1965 року повернуте до складу відновленого Радомишльського району.
16 травня 2017 року село увійшло до складу Радомишльської міської територіальної громади Радомишльського району Житомирської області. Від 19 липня 2020 року, разом з громадою, в складі новоутвореного Житомирського району Житомирської області.

## Відомі люди
- Степанюк Олександр (1921—1952) — керівник Білоруського окружного та Житомирського окружного проводів ОУН, лицар Срібного Хреста заслуги УПА. Загинув поблизу села 5 травня 1952 року.